# باشی (کمون)
باشی (به فرانسوی: Bachy) یک منطقهٔ مسکونی در فرانسه است که در canton of Cysoing واقع شده‌است. باشی ۶٫۴۱ کیلومتر مربع مساحت دارد ۷۳ متر بالاتر از سطح دریا واقع شده‌است.